# Adam Robak
Adam Ryszard Robak (Varsó, 1957. július 16. –) világbajnok, olimpiai bronzérmes lengyel tőrvívó.